# Yasuhiro Takato
Yasuhiro Takato (高戸靖広?, Takato Yasuhiro; Okayama, 23 gennaio 1968) è un doppiatore giapponese. Lavora per la società di doppiaggio Aoni Production.
Famoso per aver doppiato il personaggio di Artemis in Sailor Moon, nella serie remake Sailor Moon Crystal viene sostituito da Yohei Ōbayashi.

## Ruoli doppiati
- Mesopotamion Guy e Haou in Bobobo-bo Bo-bobo
- Jean in Holly e Benji
- Gluttony in Fullmetal Alchemist
- Artemis in Sailor Moon
- Zem in Crash Nitro Kart
- Bruno in Deadstorm Pirates
- Elecmon in Digimon Adventure
- Bambino Megath in Dragon Ball Daima
- Suyn in Dragon Quest Treasures
- Puchi e Pierre in Gurumin: A Monstrous Adventure
- Heavenly Saint Raigel/Madou Priest Meemy in Mahou Sentai Magiranger
- Tsuneki in Juuken Sentai Gekiranger
- Kuzzey Buskirk / Romero Pal in Mobile Suit Gundam SEED
- Byonko in Zatch Bell!
- Yamaoh in Mahō tsukai Pretty Cure!
- Haruo Kawaguchi in Desert Punk
- Buchi, Wanze, Satori, Hotori e Kotori, Mr. 9, Peterman, Bepo, Buffalo e Fan di Zoro (Fan Letter) in One Piece
- Edward and Arthur nella versione giapponese de Il trenino Thomas
- Hammer in Xenosaga: The Animation
- Shalnark in Hunter × Hunter
- Witter in L'invincibile Dendoh
- Ivan Braginski (Russia) in Hetalia: Axis Powers
- Tamagotchi Hoshi in Tamagotchi honto no hanashi
- Loafrey, Dimmy e Maddy in Zack & Wiki: Il tesoro del pirata Barbaros
- Chowder in Tanken Driland